# Tibor Pézsa
Tibor Pézsa (Esztergom, 15 de noviembre de 1935) es un deportista húngaro que compitió en esgrima, especialista en la modalidad de sable.
Participó en tres Juegos Olímpicos de Verano entre los años 1964 y 1972, obteniendo en total cuatro medallas: oro en Tokio 1964, dos bronces en México 1968 y bronce en Múnich 1972. Ganó nueve medallas en el Campeonato Mundial de Esgrima entre los años 1962 y 1971.

## Palmarés internacional
| Juegos Olímpicos   | Juegos Olímpicos          | Juegos Olímpicos  | Juegos Olímpicos  |
| Año                | Lugar                     | Medalla           | Prueba            |
| ------------------ | ------------------------- | ----------------- | ----------------- |
| 1964               | Tokio (Japón)             | Medalla de oro    | Sable individual  |
| 1968               | Ciudad de México (México) | Medalla de bronce | Sable individual  |
| 1968               | Ciudad de México (México) | Medalla de bronce | Sable por equipos |
| 1972               | Múnich (RFA)              | Medalla de bronce | Sable por equipos |
| Campeonato Mundial |                           |                   |                   |
| Año                | Lugar                     | Medalla           | Prueba            |
| 1962               | Buenos Aires (Argentina)  | Medalla de plata  | Sable por equipos |
| 1963               | Danzig (Polonia)          | Medalla de bronce | Sable por equipos |
| 1966               | Moscú (URSS)              | Medalla de oro    | Sable por equipos |
| 1966               | Moscú (URSS)              | Medalla de plata  | Sable individual  |
| 1967               | Montreal (Canadá)         | Medalla de plata  | Sable por equipos |
| 1967               | Montreal (Canadá)         | Medalla de bronce | Sable individual  |
| 1970               | Ankara (Turquía)          | Medalla de oro    | Sable individual  |
| 1970               | Ankara (Turquía)          | Medalla de plata  | Sable por equipos |
| 1971               | Viena (Austria)           | Medalla de plata  | Sable por equipos |